# Slide-fifty
Slide-Fifty ist eine estnische Band aus Tartu. Die Bandmitglieder sind Sander Loite (Bass, Gesang), Martin Kuut (Gitarre, Gesang),  Kallervo Karu (Schlagzeug) und Robert Vaigla (Gitarre). Ihre Musik geht in die Richtung Punk-Rock.
Sie sind 2006 für den estnischen Musikpreis Parim Uustulija nominiert worden.

## Geschichte
Die Band wurde im Jahre 2002 von Sander Loite, Martin Kuut und Kallervo Karu gegründet. Nach einigen Auftritten in Clubs in der Hauptstadt Tallinn wurden sie von einem Produzent entdeckt. Es folgte ein Plattenvertrag und ihre erste Single Dad's Nads im Jahr 2004. Ihr Debütalbum The Way Ahead kam Anfang 2005 auf den Markt.
Anfang 2006 kam Robert Vaigla als zweiter Gitarrist hinzu. Die zweite Single der Band Let’s Take a Walk ist eine Auskopplung aus dem folgenden Album Reach Out, welches im April 2006 erschien. Als weitere Single aus diesem Album wurde Believe Me When I Wish Good Luck veröffentlicht, wozu auch ein weiteres Video gedreht wurde.

## Diskografie

### Singles
- Dad’s Nads (2004)
- Let’s Take a Walk (2006)
- Believe Me When I Wish Good Luck (2006)

### Alben
- The Way Ahead (2005)
- Reach Out (2006)